# Förföljelsesyndrom
Förföljelsesyndrom, stalkning (av eng. stalking), är att tvångsmässigt smyga på och förfölja en annan person. Det kan exempelvis handla om en psykiskt störd person som förföljer en politiker, känd person, person i sin umgängeskrets eller en för vederbörande helt obekant person. Det kan även röra sig om att kontakta en person i sådan omfattning via telefon, brev eller e-post att det uppfattas som trakasseri.
Enligt en amerikansk undersökning hade åtta procent av alla kvinnor och två procent av alla män någon gång varit utsatt för detta slag av trakasseri. Undersökningar gjorda i USA och Storbritannien visar att förövarna vanligen är män och offren vanligen är kvinnor. Enligt Brottsförebyggande rådet har mer än 600 000 personer i Sverige i åldern 18–79 år någon gång blivit utsatta för stalkning.
Delstaten Kalifornien var den första jurisdiktionen som kriminaliserade stalkning år 1990. I Sverige skärptes påföljden när brottsrubriceringen olaga förföljelse infördes 2011. Åklagare kan besluta om kontaktförbud vid stalkning.
Gäng-stalking (eng. Gang stalking) eller grupp-stalking, är stalking av flera eller många personer. Ett par forskarstudier har gjorts under senare år kring gäng-stalking. Den subjektiva upplevelsen att bli förföljd av gäng drabbar omkring 0,66% av vuxna kvinnor och 0,17% av vuxna män i västvärlden någon gång i livet, enligt en studie från år 2020. Det baseras på tillgänglig data som tyder på att 12% av stalkinganmälningarna involverar gängförföljelse och, med en försiktig uppskattning, 8% av kvinnorna och 2% av männen rapporterar att de blivit förföljda någon gång i livet, enligt studien. 
Forskarna skriver att upplevelsen av att bli gängförföljd tycks vara ett utbrett fenomen som trots detta har varit föremål för få vetenskapliga granskningar. Den bekräftar de skadliga effekterna av gäng-stalking-upplevelsen för drabbade, som först beskrevs i en empirisk studie. Studierna utgör tillsammans, enligt forskarna, en stark anledning till fortsatta studier kring gängförföljelse. 
En annan studie, från år 2015, som undersöker de psykologiska följderna av upplevelsen av att bli förföljd av gäng. Den fann att individer som hade blivit förföljda i grupp eller av gäng fick signifikant högre poäng på betygen av depressiva symtom, posttraumatisk symtomatologi och negativ inverkan på social och yrkesmässig funktion än de som blivit individuellt förföljda.

## Typer av förföljelsesyndrom
I facklitteraturen skiljer man mellan fyra olika fall av syndromet:
- Beteendet riktar sig mot personer i nuvarande eller tidigare umgängeskrets, till exempel tidigare förhållanden.
- Beteendet riktar sig mot personer som för vederbörande är okända.
- Beteendet riktar sig mot politiker.
- Beteendet riktar sig mot kända personer av något slag, det mest ovanliga fallet.[3]

## Stalkning i massmedia
- Stalker! är en brittisk tv-serie i sex delar från 2010 som sänts i den svenska kanalen TV4 Fakta. Den tar upp olika fall av stalkning i England.
- Stalkers är en svensk tv-serie som hade premiär den 7 november 2012 på TV3. Den tar upp stalkning som fenomen och analyser av olika kategorier förföljare. Dessutom konfronteras förföljarna.
- Stalker (kriminalroman) är Lars Keplers femte bok om kriminalkommissarie Joona Linna och Saga Bauer.
- Dokument inifrån: Stalker. En dokumentärserie i tre delar från 2023 på SVT Play. Av Johannes Hallbom.